# درخواست + خط
«درخواست + خط » (به انگلیسی: Request + Line) تک‌آهنگی از بلک آید پیز، میسی گری است که در سال ۲۰۰۱ میلادی منتشر شد.